# Ioan Mang
Ioan Mang (Borosjenő, Arad megye, 1958. július 15. –) román politikus, a Szociáldemokrata Párt (PSD) Bihar megyei szenátora.

## Élete

### Magánélete
A borosjenői gimnáziumban érettségizett, majd a temesvári „Traian Vuia” Műszaki Intézet Villamosmérnöki Karán szerzett diplomát 1983-ban. 1998-ban a temesvári „T.V.” Műszaki Egyetem Automatikai és Számítástechnikai Karán doktori (PhD) címet szerzett. Mang 2000 óta a kis- és középvállalkozások országos tanácsának Bihar megyei elnöke, 2003 óta pedig a Nagyváradi Egyetem elektromérnöki és információ-technológiai karán tanít.

### Politikai karrierje
A politikával viszonylag későn került kapcsolatba, 2004 és 2005 között a nagyváradi PSD ideiglenes elnöke, 2004-től 2006-ig, majd 2008 második felétől megyei tanácsos. A Szenátus oktatási és esélyegyenlőségi bizottságának tagja, a PSD oktatási tagozatának elnöke. 2012. május 7-én a Victor Ponta vezette kormány oktatási minisztere lett.
A beiktatását követő napon fölmerült vele kapcsolatban, hogy két, a Nagyváradi Egyetem angol nyelvű számítástechnikai szaklapjában megjelentetett angol nyelvű tanulmányában a forrás megjelölése nélkül használta fel az angol nyelvű nemzetközi szaksajtóban megjelent tanulmányokat. Az ezt követő napon Emil Boc, a Demokrata Liberális Pártt (PDL) elnöke szintén megvádolta, miszerint egyik munkája, amelyet egy craiovai konferenciára készített, szóról szóra megegyezik egy japán kutató dolgozatával. A körülötte kialakult plágiumbotrány hatására május 15-én benyújtotta lemondását, melyet a kormányfő el is fogadott.